# Change to Win
Change to win est une centrale syndicale américaine formée en 2005 par des syndicats dissidents de l'American Federation of Labour - Congress of Industrial Organisations (AFL-CIO) dont l'Union internationale des employés des services (SEIU) et les International Brotherhood of Teamsters.

## Un contexte difficile pour le mouvement ouvrier américain
Alors qu'aux États-Unis le taux de présence syndicale est en chute depuis les années 1950 pour atteindre un creux historique de 14,5 % en 2000, une coalition de syndicats et de syndicalistes, plus à gauche que leurs homologues et préoccupés par la chute de ce taux de syndicalisation et par la perte de pouvoir et d'influence des syndicats auprès de la population et des décideurs, réussit en 1995 à prendre des places d'influences au sein de la plus grande centrale syndicale américain, l'AFL-CIO.
Malgré la présidence de John Sweeney, issu des rangs de l'Union internationale des employés des services (Service Employees International union, ou SEIU), qui avait entrepris des réformes importantes au sein de la centrale afin d'alléger la bureaucratie, de redynamiser l'action syndicale et de recruter de nouveaux membres en masse, le taux de syndicalisation continue à chuter jusqu'à atteindre 12,5 % en 2005. Il est de plus incapable de faire abandonner l'approche de syndicalisme d'affaire qu'avait adopté depuis la guerre froide la majorité de la soixantaine de syndicats qui adhéraient à la centrale. Ils se drapèrent dans leur autonomie afin de résister à toute réforme sociale-démocrate venant de la présidence de la centrale.

## Émergence d'une coalition plus progressiste
En 2003, cinq grands syndicats s'unissent de façon informelle afin de travailler à la réforme de l'AFL-CIO et plus précisément à augmenter son influence en recrutant plus de membres dans tous les domaines. Ils donnent à leur coalition le nom de « New unity partnership ».
Ces cinq syndicats sont :
- Service Employees International Union (SEIU)
- Union of Needle and Industrial Textile Employees (UNITE)
- Hotel Employees and Restaurant Employees (HERE)
- United Brotherhood of Carpenters and Joiners of America
- Laborers' International Union of North America.

En 2004 le porte-parole le plus en vue de cette coalition, le président du SEIU, Andrew Stern, déclare au congrès de l'AFL-CIO que « les travailleurs devront réformer l'AFL-CIO ou créer autre chose ».

## L'arrivée de Change to Win
En 2005, New unity partnership se dissout et les cinq syndicats originaux sont rejoints par le légendaire syndicat des teamsters et par les Travailleurs unis de l'alimentation et du commerce (TUAC) afin de former une nouvelle coalition nommée « Change to Win » et ayant pour but de réformer l'AFL-CIO.
Leur philosophie est basée sur deux grands principes, à savoir :
1. Les travailleurs, y compris les membres de syndicats, ne peuvent gagner durablement sans unir des millions d'autres travailleurs au sein de syndicats ;
2. Chaque travailleur américain a droit à un syndicat fort, dont l'objectif, la stratégie et les ressources sont consacrés à unir les travailleurs et à gagner.

Change to win préconise déjà à cette époque la syndicalisation massive de branches industrielles, la fusion des petits syndicats et l'application de pressions sur les pouvoirs publics afin de faire valoir l'opinion et les intérêts des travailleurs.
C'est lors du congrès de juillet 2005 de l'AFL-CIO que les dés furent jetés pour de bon. Lors de ce congrès l'Union internationale des employés des services (SEIU) et les International Brotherhood of Teamsters, respectivement le premier et le troisième plus gros syndicat de l'AFL-CIO, annoncèrent leur départ de la centrale. Plus tard durant ce congrès les Travailleurs unis de l'alimentation et du commerce firent de même. Deux mois plus tard 450 000 autres membres abandonnèrent l'AFL-CIO lorsque le syndicat UNITE HERE (formé de la fusion entre le Union of Needle and Industrial Textile Employees et le Hotel Employees and Restaurant Employees) claqua la porte.
Finalement L'United Farm Worker (UFCW) se désaffilia de l'AFL-CIO en janvier 2006 pour rejoindre Change to Win peu de temps avant le septième et dernier membre de la nouvelle centrale, l'United brotherhood of Carpenters and jointers of America, qui avait déjà quitté l'AFL-CIO en 2001.

## Le congrès de fondation
Le congrès de fondation officiel fut tenu à Saint-Louis au Missouri en septembre 2005. Les résolutions adoptées durant ce congrès affirmèrent de nouveau la volonté de la nouvelle organisation de mettre toute l'énergie sur l'organisation des travailleurs syndiqués et non-syndiqués, de réduire la bureaucratie syndicale qui minait, selon eux, l'AFL-CIO.

## Organisations affiliées
- International Brotherhood of Teamsters (IBT)
- Service Employees International Union (SEIU)
- United Farm Workers of America (UFW)
- Communication Workers of America (CWA)